# Nacktschwanz-Kletterratte
Die Nacktschwanz-Kletterratte
(Tylomys nudicaudus) ist eine zu den Kletterratten gehörende Art der Neuweltmäuse. Sie bewohnt die Tropenwälder vom Süden Mexikos bis Nicaragua und ist nicht gefährdet.

## Körperbau
Die Nacktschwanz-Kletterratte ist eine sehr große Neuweltmaus mit langem, nackten Schwanz, kurzen, breiten Pfoten und großen Ohren. Ihre Kopf-Rumpf-Länge beträgt 188 bis 266 Millimeter, die Schwanzlänge 195 bis 262 Millimeter, die Hinterfußlänge 39 bis 45 Millimeter und die Ohrlänge 24 bis 29 Millimeter. Das Körpergewicht wird mit 326 Gramm
oder durchschnittlich 280 Gramm angegeben.
Den Schwanz hält sie häufig lose aufgerollt.
Das Fell der Nacktschwanz-Kletterratte ist lang, dicht und wollig. Oberseits ist es grau, graubraun
oder rötlich-braun und verblasst zu den Körperseiten hin. Die Unterseite ist blass-rötlich-gelb
oder cremeweiß mit den Haaren weiß bis zur Basis.
Die Beine und die Pfoten sind braun bis rostbraun und manche Exemplare haben weiße Zehen. Die Leisten- und die Achselregion sind ebenfalls weiß.
Der nackte Schwanz ist glänzend und seine großen Schuppen bilden breite Ringe. Von der Wurzel bis etwa zur Mitte ist er ganz dunkel und dahinter bis zur Spitze ganz weiß. Die Ohrmuscheln sind schwärzlich und unbehaart und die Schnurrhaare sind dick und lang. Die Augen sind eher klein und ihr Tapetum lucidum ist hell und rötlich.
Von Tylomys tumbalensis und Tylomys bullaris ist die Nacktschwanz-Kletterratte nur durch Schädelmerkmale zu unterscheiden.
Anders als bei Tylomys tumbalensis misst die obere Backenzahnreihe weniger als 9,1 Millimeter. Die Paukenblasen sind im Gegensatz zu denen von Tylomys bullaris nicht merklich aufgebläht und weisen eine auffällige vordere Ausbuchtung auf.
Die Wirbelsäule besitzt 13 bis 15 Brustwirbel, sechs bis sieben Lendenwirbel und 32 bis 36 Schwanzwirbel.

## Lebensraum und Lebensweise
Der Lebensraum der Nacktschwanz-Kletterratte sind alte immergrüne sowie halb-laubabwerfende Wälder und dichter Sekundärwuchs aus Kletterpflanzen, gewöhnlich in der Nähe von Felsen, Höhlen oder Felswände.
Die Nacktschwanz-Kletterratte ist nachtaktiv und halbbaumbewohnend, bewegt sich gewöhnlich langsam und bedächtig,
kann jedoch auf Ästen und Kletterpflanzen eine große Geschwindigkeit und Geschicklichkeit erreichen. Über ihre Ernährung ist wenig bekannt. Der Magen eines Exemplars aus Veracruz enthielt Pflanzenteile, die Flechten oder Rinde ähnelten. Gewöhnlich wird sie mit Bananen oder anderen Früchten in Fallen gelockt.
In Gefangenschaft beträgt die Tragzeit der Nacktschwanz-Kletterratte 36 bis 51 Tage und durchschnittlich 40 Tage. Je Wurf werden durchschnittlich 2,33 Jungtiere geboren. Die Geschlechtsreife wird mit 10 bis 20 Wochen erreicht. Ein Exemplar der Art lebte fünf Jahre und fünf Monate.
Zu den ausgestoßenen Lauten gehören ein katzenartiges Fauchen und ein schweineartiges Quieken.

## Verbreitung und Bestand
Das Verbreitungsgebiet der Nacktschwanz-Kletterratte erstreckt sich vom Süden Mexikos über Belize, Guatemala, El Salvador und Honduras bis in den Süden Nicaraguas, wobei sie im Norden Yucatans fehlt. Sie kommt vom Tiefland bis in Höhen von 2300 Metern vor, ist jedoch selten.
Die Weltnaturschutzunion IUCN stufte die Nacktschwanz-Kletterratte 2008 als nicht gefährdet ein. Begründet wurde dies mit der weiten Verbreitung, den vermutlich großen Beständen, dem Vorkommen in mehreren Schutzgebieten, dem Fehlen bekannter Bedrohungen und der Unwahrscheinlichkeit einer raschen Bestandsabnahme. 1996 wurde die Art ebenfalls als nicht gefährdet eingestuft.

## Systematik und Nomenklatur
Hall (1981) unterscheidet vier Unterarten der Nacktschwanz-Kletterratte:
- Tylomys nudicaudus villai Schaldach, 1966 in Guerrero und Oaxaca,
- Tylomys nudicaudus microdon Goodwin, 1955 in Oaxaca,
- Tylomys nudicaudus gymnurus Villa, 1941 in Puebla, Veracruz und Oaxaca sowie
- Tylomys nudicaudus nudicaudus (Peters, 1866) von Chiapas und Belize bis Nicaragua.

Tylomys bullaris und Tylomys tumbalensis könnten ebenfalls als Unterarten der Nacktschwanz-Kletterratte zuzuordnen sein.

### Tylomys nudicaudus villai
Das Verbreitungsgebiet von Tylomys nudicaudus villai wird begrenzt durch Funde in Pedrera de Cajeles, 30 Kilometer südlich von Chilpancingo in Guerrero; in Cueva del Cañón del Zopilote, 13 Kilometer südlich der Puente Río Mezcala in Guerrero; elf Kilometer südlich von Chicahuaxtla in Oaxaca; 36,5 Kilometer nördlich von San Gabriel Mixtepec in Oaxaca; sowie acht Kilometer östlich von Río Grande in Oaxaca. Das Typusexemplar stammt vom Fundort bei San Gabriel Mixtepec aus einer Höhe von 1600 Metern und wurde 1966 von William J. Schaldach junior als Tylomys nudicaudus villai beschrieben.

### Tylomys nudicaudus microdon
Das Verbreitungsgebiet von Tylomys nudicaudus microdon wird begrenzt durch Funde 6,5 Kilometer südlich vom Valle Nacional in Oaxaca sowie in La Gloria, zehn Kilometer südöstlich von Santa María Chimalapa in Oaxaca. Das Typusexemplar stammt aus einem Regenwald bei La Gloria aus einer Höhe von 760 Metern und wurde 1955 von George Gilbert Goodwin als Tylomys nudicaudus microdon beschrieben.

### Tylomys nudicaudus gymnurus
Das Verbreitungsgebiet von Tylomys nudicaudus gymnurus wird begrenzt durch Funde zehn Kilometer westlich von Hueytamalco in Puebla; drei Kilometer nördlich von Presidio in Veracruz; acht Kilometer nordwestlich von Potrero in Veracruz; drei Kilometer östlich von San Andrés Tuxtla in Veracruz; 25 Kilometer südöstlich von Jesús Carranza in Veracruz; in Santiago Ixcuintepec in Oaxaca; sowie in Santiago Lachivía in Oaxaca.
Das Typusexemplar stammt aus Presidio, wurde 1941 von Bernardo Villa-Ramírez als eigenständige Art Tylomis gymnurus beschrieben und 1969 von Goodwin als Unterart der Nacktschwanz-Kletterratte zugeordnet.

### Tylomys nudicaudus nudicaudus
Das Verbreitungsgebiet von Tylomys nudicaudus nudicaudus wird begrenzt durch Funde acht Kilometer nördlich von Berriozábal in Chiapas; in Tuxtla Gutiérrez in Chiapas; in Palenque in Chiapas; in La Primavera, etwa 16 Kilometer südwestlich von Cobán in Guatemala; in Silkgrass in Belize; in Chilata in El Salvador; sowie am Río Coco in Nicaragua. Das Typusexemplar stammt aus Guatemala, wurde 1866 von Wilhelm Peters als Hesperomys (Tylomys) nudicaudus beschrieben und 1897 von Édouard Louis Trouessart erstmals in der Gattung Tylomys geführt. Laut Goodwin liegt der Typusfundort vermutlich in La Primavera auf einer Höhe von 975 Metern.

## Verwendete Literatur
- Systematische Übersicht der Säugetiere. In: Bernhard Grzimek (Hrsg.): Grzimeks Enzyklopädie Säugetiere. Band 11. S. 11–55 (o. J. [1988], elfbändige Lizenzausgabe).
- E. Raymond Hall: The Mammals of North America. 2. Auflage. John Wiley & Sons, New York/Chichester/Brisbane/Toronto/Singapur 1981, ISBN 0-471-05444-5 (1181 Seiten).
- Ronald M. Nowak: Walker’s Mammals of the World. 6. Auflage. The Johns Hopkins University Press, Baltimore/London 1999, ISBN 0-8018-5789-9 (1936 Seiten).
- Fiona A. Reid: A Field Guide to the Mammals of Central America & Southeast Mexico. 2. Auflage. Oxford University Press, Oxford/New York 2009, ISBN 978-0-19-534322-9 (346 Seiten).
- Scott J. Steppan: Revision of the Tribe Phyllotini (Rodentia: Sigmodontinae), with a Phylogenetic Hypothesis for the Sigmodontinae. In: Fieldiana: Zoology. New Series. Nr. 80, 1995, ISSN 0015-0754, S. 1–112, doi:10.5962/bhl.title.3336.
- E. Vázquez, Louise H. Emmons, Tim McCarthy 2008: Tylomys nudicaudus. In: IUCN 2011 (Hrsg.): IUCN Red List of Threatened Species. Version 2011.2. 2008.